# Norman Craig Millman
Norman Craig Millman, kanadski letalski častnik, vojaški pilot, preizkusni pilot in letalski as, * 30. marec 1890, † 27. julij 1981.
Stotnik Millman je v svoji vojaški službi dosegel 6 zračnih zmag.

## Življenjepis
Med prvo svetovno vojno je bil pripadnik Kraljevega letalskega korpusa, v katerega je vstopil leta 1916.
Sprva je bil inštruktor in preizkusni pilot, nato pa je bil 20. avgusta 1917 premeščen k 48. eskadrilji. Leta 1918 je postal poveljnik te eskadrilje, kjer je dosegel vseh svojih 6 zračnih zmag. 
Pred koncem vojnem se je vrnil v Angliji, kjer je ponovno usposabljal nove pilote.

## Odlikovanja
- Military Cross (MC)